# همسر ژاپنی
همسر ژاپنی (به انگلیسی: The Japanese Wife) فیلمی محصول سال ۲۰۱۰ و به کارگردانی آپارنا سن است. در این فیلم بازیگرانی همچون راهول بس، رایما سن، موشومی چاترجی، چیگوسا تاکاکو ایفای نقش کرده‌اند.